# Eddy René Calvillo Díaz
Eddy René Calvillo Díaz (ur. 13 lipca 1970 w Gwatemali) – gwatemalski duchowny katolicki, biskup pomocniczy Santiago de Guatemala od 2024. 

## Życiorys
Święcenia kapłańskie otrzymał 20 sierpnia 1999 i został inkardynowany do archidiecezji Santiago. Pracował jako duszpasterz parafialny na terenie rodzinnego miasta. W latach 2010–2024 był jednocześnie kanclerzem kurii archidiecezjalnej.
27 marca 2024 papież Franciszek mianował go biskupem pomocniczym archidiecezji Santiago de Guatemala ze stolicą tytularną Carmeiano. Sakry udzielił mu 22 czerwca 2024 nuncjusz apostolski w Gwatemali – arcybiskup Francisco Padilla. 